# Verdrag van Worms
Het Verdrag van Worms werd op 13 september 1743 gesloten tijdens de Oostenrijkse Successieoorlog (1740-1748) tussen Oostenrijk, Sardinië en Engeland. Sardinië zegde toe militaire steun te verlenen aan Oostenrijk en Engeland zegde toe Oostenrijk financieel te ondersteunen. Oostenrijk beloonde Sardinië door afstand van de volgende gebieden uit zijn Italiaanse bezittingen:
- van het hertogdom Milaan, de gehele provincies Bobbio en Vigevano en het grootste  deel van de provincie Pavia en het graafschap Anghiera.
- van het hertogdom Piacenza, het deel ten westen van de rivier de Nure, inclusief de hoofdstad Piacenza.

Ten slotte belooft Oostenrijk behulpzaam te zijn bij een eventuele overdracht aan Sardinië van het markgraafschap Finale, dat in bezit was van de Republiek Genua.
Engeland op zijn beurt verwierf  handelsvoordelen.